# ギュンター・ブルーメントリット
ギュンター・アロイス・フリードリヒ・ブルーメントリット（Günther Alois Friedrich Blumentritt、1892年2月10日‐1967年10月12日）は、ドイツの陸軍軍人。最終階級は歩兵大将（ドイツ国防軍）。

## 経歴
ミュンヘン市参事官ギュンター・ブルーメントリットの息子として、ミュンヘンに生まれる。1911年、士官候補生として第3テューリンゲン第71歩兵連隊に配属される。1912年、ダンツィヒの陸軍大学に学ぶ。同年11月、少尉に昇進し、第一次世界大戦中の1914年12月より第71歩兵連隊第3大隊副官を務める。終戦後テューリンゲンで義勇軍の中隊長を務めたのち、国防軍に採用された。1920年、マールブルク・アン・デア・ラーンで結婚。1926年4月、第6師団作戦参謀に就任し、ついで陸軍大学で士官養成課程教官、1935年から教頭・戦術教官を務める。1935年7月、第7軍管区参謀に転じる。
1939年9月2日、ゲルト・フォン・ルントシュテットの下で南方軍集団参謀となり、ポーランド侵攻に従軍、ルントシュテットの信頼を得る。エーリヒ・フォン・マンシュタインと共にポーランド侵攻作戦を立案。10月23日、南方軍集団主席作戦参謀となり、三日後にA軍集団に転属となる。1940年10月、第4軍参謀長、ついで1942年9月にD軍集団参謀長に就任する。1943年1月、ブルーメントリットは列車事故にあい、ハノーファーの病院に入院した。1944年4月、陸軍大将に昇進。ブルーメントリットはヒトラー暗殺計画に加担しており、7月20日の暗殺未遂事件後に逮捕され西方軍参謀長を更迭されたが、ヒトラーはブルーメントリットを無罪とみなしたため同年11月、西部戦線でハッソ・フォン・マントイフェルの第5装甲軍に属する第12SS軍団の司令官に任命された。翌年4月、軍集団司令官となるが、間もなくドイツは降伏した。
1945年6月、イギリス軍により逮捕され、イギリス軍、次いでアメリカ軍の捕虜となった。1948年に釈放される。ミュンヘンで死去した。

## 映画
1962年の映画『史上最大の作戦』では、ブルーメントリット役をクルト・ユルゲンスが演じた。

## 著作
- Günther Blumentritt: Von Rundstedt: The Soldier and the Man, 1952
- Günther Blumentritt: Deutsches Soldatentum im europäischen Rahmen, 1952
- Günther Blumentritt: Strategie und Taktik : ein Beitrag zur Geschichte des Wehrwesens vom Altertum bis zur Gegenwart, 1960
  - 邦訳：『戦略と戦術』井本熊男訳、防衛研修所　研究資料No.90、1968年。国会図書館デジタルコレクション 2528151
- Günther Blumentritt: Schlacht um Moskau. Erinnerungen über die Heeresgruppe Mitte. (In: Seymour Freiden - William Richardson (eds): The Fatal Decisions. New York, 1958.)